# デビッド・スターンズ
デビッド・スターンズ（David Stearns 1985年2月18日 - ）は、MLBのニューヨーク・メッツの編成本部長（2023年10月 - ）。

## 来歴
ニューヨーク州ニューヨーク市マンハッタン区出身。ハーバード大学を卒業後、2007年にニューヨーク・メッツのフロント入りし、野球部門とアリゾナ・フォールリーグの運営部門に従事した。2008年にはMLB事務局入りし、3年間労使協定の策定をしたり、年俸調停制度部門のマネージャーとして活動した。
2011年に1年間クリーブランド・インディアンスでデータ分析などを行う野球部門のディレクター職を務めた。2012年にはヒューストン・アストロズにGM補佐として移籍し、GMのジェフ・ルーノウと共にアストロズの再建の基礎作りを行う。
2015年9月、ミルウォーキー・ブルワーズのGMに就任した。
2019年1月には野球部門編成本部長を兼任することが発表された。2020年11月からは球団編成本部長専任となり、GMの座を自らの補佐であったマット・アーノルドへ譲った。2022年に編成本部長を退任。
2023年10月、ニューヨーク・メッツ編成本部長に就任した。